# Piet de Leeuw
Petrus Johannes „Piet“ de Leeuw (* 29. Dezember 1900 in Wormerveer, Niederlande; † 25. August 1963 in Amsterdam)   war ein niederländischer Karambolagespieler in den Disziplinen Freie Partie und Cadre, nahm später aber auch an Einband- und Dreiband-Meisterschaften teil.

## Karriere
1923 gewann de Leeuw seinen ersten Titel mit der Niederländischen Cadre-45/2-Meisterschaft in der 3. Klasse. Seine erste WM-Teilnahme war 1933 im französischen Lille in der Freien Partie, wo er den siebten Platz belegte, hinter Théo Moons. Im Januar 1935 belegte er den 5. Platz in Den Haag bei der Cadre-45/2-EM, vor Ernst Reicher (Österreich), Constant Côte (Frankreich) und seinem Landsmann Jan Dommering. Im gleichen Jahr  nahm er noch an zwei Weltmeisterschaften teil, im März in Montpellier, Frankreich im 45/2 (6. Platz), hinter Jan Sweering, aber noch vor Joaquín Domingo aus Spanien und Ernst Reicher und im Juni im niederländischen Scheveningen im Cadre 45/1 (8. Platz). Bis zum Krieg nahm er noch vier Mal an verschiedenen Weltmeisterschaften in Montpellier, Antwerpen (2 ×) und Luik (Belgien) teil, jeweils auf den Plätzen sieben oder acht. Nach der kriegsbedingten allgemeinen Turnierpause konnte de Leeuw bei der ersten Nachkriegs-Cadre-45/1-Europameisterschaft 1947 in Montpellier endlich den erhofften Titel gegen Jean Marty aus Frankreich erringen. Im gleichen Jahr unterlag er bei der Cadre-71/2-Europameisterschaft in Amsterdamnur nur seinem Landsmann Piet van de Pol und wurde Vize-Europameister. 1948 konnte er in Amsterdam seinen Vorjahrestriumph von Montpellier wiederholen und seinen zweiten EM-Titel im Cadre 45/1 gewinnen.
Von den 59 Teilnahmen an verschiedenen Niederländischen Meisterschaften zwischen 1927 und 1952 erspielte sich de Leeuw insgesamt 34 Podestplätze, davon 12 Goldmedaillen.

## Erfolge
International
- Cadre-45/1-Europameisterschaft:  1947, 1948
- Cadre-71/2-Europameisterschaft:   1947

National
- Niederländische Dreiband-Meisterschaft:  1936 (2. Klasse), 1946  1947,  1942, 1943, 1944, 1949
- Niederländische Einband-Meisterschaft:  1944
- Niederländische Cadre-45/1-Meisterschaft:  1936, 1943, 1947  1948  1942
- Niederländische Cadre-45/2-Meisterschaft:  1923 (3. Klasse), 1947  1935, 1942  1927, 1933, 1936, 1938, 1941, 1943, 1946, 1948
- Niederländische Cadre-71/2-Meisterschaft:  1935, 1936, 1939, 1943, 1944, 1946  1942, 1947  1938
- Niederländische Freie-Partie-Meisterschaft:  1936
- Niederländische Fünfkampf-Meisterschaft:  1943, 1944

Quellen: 